# 9093 Sorada
9093 Sorada (1995 WA) là một tiểu hành tinh vành đai chính được phát hiện ngày 16 tháng 11 năm 1995 bởi T. Kobayashi ở Oizumi.